# Alojz Paulin

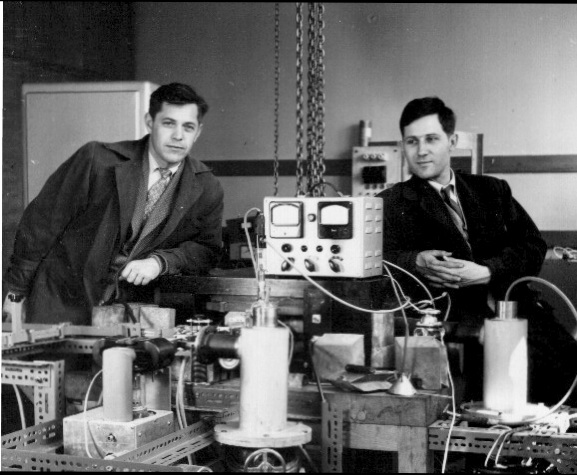
Alojz Paulin (r) 1959 am fertiggestellten Mikrotron in Ljubljana

Alojz Paulin (* 10. August 1930 in Podbrezje, Königreich Jugoslawien (heute zur Gemeinde Naklo, Slowenien); † 24. Dezember 2022) war ein jugoslawischer bzw. slowenischer Physiker, der sich mit verschiedenen Teilchenbeschleunigern und deren Konzepten beschäftigte.

## Leben
Alojz Paulin wurde in Podbrezje geboren, wo er auch die Volksschule besuchte. Das Gymnasium besuchte er in Ljubljana, Klagenfurt und Kranj. 1948 inskribierte er an der Universität Ljubljana, studierte Elektrotechnik und Physik und diplomierte am 6. August 1955. Den Titel Magister der Wissenschaft erhielt er am 29. Mai 1962 und Doktor der Wissenschaft am 20. Juni 1962 an der Fakultät für Elektrotechnik der Universität Ljubljana.
Er war Mitglied von IEEE, EPS, DPG, ETAN und Vakuumgesellschaft Sloweniens, Teil der IUVSTA. 

## Tätigkeiten
In den 1950er-Jahren erbaute Paulin am IJS einen X-Band Mikrotron für 3,5 MeV. Weiter veröffentlicht er etliche Berechnungen, unter anderem Elektronenvolt oder für ein Mikrotron mit verstärkten Magnetfeld. Ein Mikrotron solcher Art wurde 2 Jahre später am Institut Fiziciskih Problem am Kapica Institut in Moskau erbaut. Zudem beteiligte er sich beim Bau des 3 MeV Elektrostatischen Beschleunigers nach Vaan-de-Graff, wo er speziell für den Bau der Beschleunigerröhre verantwortlich war. Am DESY in Hamburg war er verantwortlich für die Hochfrequenz des 7-GeV-Beschleunigers und Mitglied der Gruppe, die den Storagering PETRA projektierte.
Als Assistenzprofessor an dem Institut für Hochfrequenztechnik an der ETH Zürich befasste er sich mit Hochfrequenzplasma und war an der Planung und am Bau des 600-MeV-FFAG-Zyklotron beteiligt, speziell in den Bereichen Injektion und Extraktion. Er verbrachte auch einige Zeit im Zyklotron Lab der Michigan State University, wo ein Supraleitender Zyklotron gebaut wurde, und nahm am Projekt und Bau des Zyklotron am Institut für Nuklearwissenschaften „Vinča“ teil.
1976 wurde er an die Universität Maribor berufen, zuerst als außerordentlicher und im Jahr 1981 als ordentlicher Professor. Er gründete auch zusammen mit Evgen Kansky das Postdiplomstudium für Vakuumtechnik, welches Doktoranden aus ganz Jugoslawien besuchten.

## Werke
Seine Literatur umfasst ca. 300 Einheiten, darunter:
- Générateur d'impulsions pour alimentation des magnétrons. Ljubljana 1959: Elektrotehniški vestnik, 27, 9–10.
- Eine Möglichkeit der Stromintensitäts- und Energieerhöhung des Mikrotrons. Amsterdam 1959: Nuclear Instruments and Methods, vol. 5. doi:10.1016/0029-554X(59)90017-5
- Betriebszustände des Mikrotrons mit geteiltem Magnet (Racetrack microtron). Amsterdam 1961: Nuclear Instruments and Methods, vol. 12. doi:10.1016/0029-554X(61)90125-2
- Eine Möglichkeit zur Stromerhöhung beim Elektronen-Synchrotron. Amsterdam 1963: Nuclear Instruments and Methods, vol. 25. doi:10.1016/0029-554X(63)90181-2
- Injection, extraction or splitting of a beam with high current septum magnets. Amsterdam 1970: Nuclear Instruments and Methods, vol. 87. doi:10.1016/0029-554X(70)90201-6
- Summing of harmonic frequences by a resonant cable for pulse generation on a capacitive beam deflector. Amsterdam, 1974: Nuclear Instruments and Methods, vol. 118, iss. 2. doi:10.1016/0029-554X(74)90631-4
- Westslawen, Ostgermanen – Wahrheit und Dichtung. 1989: East central Europe, vol. 16, iss. 1/2. doi:10.1163/187633089X00078
- "Technik und Glauben." 2002: Raum & Zeit, vol. 20, iss. 116.
- "Photoeffect as electromagnetic effect." Maribor 2007: Abakus, vol. 7, iss. 3.